# Zaroubino (kraï du Primorié)
Zaroubino (en russe : Зару́бино) est une commune urbaine de l'Extrême-Orient de la Russie, située dans le raïon de Khassan  dans le kraï du Primorié. Baignée par la baie de Possiet du golfe de Pierre-le-Grand, la commune est malgré sa petite taille un important port, profitant de sa situation proche de la Mandchourie chinoise. De par son climat clément, Zaroubino est aussi une destination touristique pour le kraï avec son littoral. En 2023, sa population s'élevait à 2 515 habitants.

## Géographie

### Situation
La commune urbaine de Zaroubino se trouve dans le kraï du Primorié, kraï du sud de l'Extrême-Orient en Russie asiatique. Faisant partie du district fédéral extrême-oriental, elle se trouve à 80 km au sud-ouest de Vladivostok, capitale du district et du kraï et à 6 400 km à l'est de Moscou. Zaroubino est l'une des trente-sept localités du raïon de Khassan , avec comme chef-lieu la commune urbaine de Slavianka.
Pour ce qui est de la géographie, Zaroubino se trouve au Primorié, une région géographique allant de la rive sud de l'Amour au golfe de Pierre-le-Grand (région faisant partie de la Mandchourie-Extérieure). Zaroubino  se trouve dans le raïon de Khassan, la partie la plus méridionale et la moins large, coincée entre les montagnes mandchoues-coréennes à l'ouest et  le golfe de Pierre-le-Grand à l'est, un golfe de la mer du Japon.
Zaroubino est baignée par les baies de la Trinité (Troïtsy) dans sa partie orientale, la baie de de Kitovy pour sa partie centrale et la baie des Aléoutes pour la partie orientale. Les deux premières sont des baies du golfe de Pierre-le-Grand et la dernière fait partie de la baie de Kitovy. Le village se trouve principalement sur la péninsule de Zaroubine, qui sépare la baie de la Trinité de celle de Kitovy, péninsule qui possède un cap, le cap Slytchkov.
Les localités limitrophes sont :
- Andreïevka de l'autre côté de la baie de la Trinité à l'est ;
- Rissovaïa pad de l'autre côté de la baie de la Trinité au sud-est ;

|                   |             |                              |
|                   | Zaroubino   | Baie Troïtsy (Andreïevka)    |
| Baie des Aléoutes | Baie Kitovy | Baie Troïtsy (Rissovaïa Pad) |

### Climat
Le climat est un climat tempéré de mousson, avec des hivers qui sont assez rigoureux mais avec peu de neige et des printemps frais et prolongés. L'été, lui, est long et chaud (relativement à la région). La température moyenne, en juillet-août, atteint les 18–22 °C, avec l'eau de la mer à 18–20 °C de fin juillet à fin septembre, voire à la mi-octobre. Plus précisément, la température moyenne en août est de +21,5 °C, mais la température moyenne en janvier est de −11,7 °C.
L'été est aussi pluvieux, avec 70 % des précipitations pendant la période estivale. Dès la fin juin, des typhons peuvent passer, avec de fortes pluies et des vents orageux. L'automne est lui généralement chaud, sec et ensoleillé avec l'été indien.

## Histoire

### XIXesiècle
Alors que le Primorié n'est pas encore russe, la frégate Pallada (ru), russe, est en 1854 en expédition pour cartographier la région, et le cap est alors nommé pour la première fois « cap Zaroubine » ; il doit son nom au sous-lieutenant du corps des ingénieurs en mécanique de la goélette Vostok (ru), le marin russe Ivan Ivanovitch Zaroubine (ru) (1822-1902). En 1888, l'équipage de la corvette Vitiaz renomme le cap en « cap Slytchkov » et la péninsule en « péninsule Zaroubine »,.

### Fondation et années 1930
Le village de Zaroubino a été fondé comme un village-entreprise de pêcheurs sous la période soviétique. Au début de l'année 1928, Lev Semenovich Kaufman et Konstantin Semenovich Naoumenko arrivèrent sur la péninsule avec pour instruction de choisir un lieu de pêche. En avril 1928, une équipe de charpentiers et de constructeurs de douze personnes du Dalgostorg arriva sur les lieux pour construire une usine de transformation de poisson. À cette période, de nombreuses bases de pêches étaient fondées au Primorié en raison d'un nombre sans précédent de harengs dans les eaux côtières, créant ainsi des villages de pêcheurs.
La date de fondation du village est considérée comme étant le 25 avril 1928 ; ce jour-là, les fondations du premier bâtiment du village et du hangar de salage ont commencé à être construites. En août, Zaroubino avait déjà un entrepôt, un bâtiment administratif, un puits et un dortoir. Au même moment, les premiers colons sont arrivés, avec des pêcheurs, des femmes coréennes, des colons venus d'Astrakhan et des fonctionnaires. Peu après, une branche du PCUS de trois personnes et une autre du Komsomol de douze personnes ont été fondées. En 1933, le conseil de village des députés ouvriers de Zaroubino a également été créé. Les habitants vivaient, au tout début, dans des tentes rapidement apparues.
À cette époque, la vie des villageois était totalement liée à la mer et la pêche. Les premières années, la base ne comptait que quatre bateaux à moteur et une douzaine de chalands à voile. Le poisson -- du hareng, du saumon et d'autres poissons -- était capturé avec des filets. Chaque année, les quantités de pêche augmentaient et la base de pêche s'agrandissait ; et ainsi le village. En 1935, il y avait déjà plus de 60 maisons. Entre 1935 et 1936, la flotte de pêche a été dotée de nouveaux bateaux pour pratiquer la pêche à la senne. En 1937, la production de poisson a atteint 150 000 tonnes, générant des millions de roubles de bénéfices. Cette année-là, 1 200 personnes étaient employées à l'entreprise de pêche.

### Des années 1940 aux années 1990
Lors de la bataille du lac Khassan entre l'Union soviétique et l'empire du Japon en 1938 a à peine quelques dizaines de kilomètres, les navires-usines de Zaroubino ont été utilisés pour transporter les blessés vers Vladivostok. Pendant la Seconde Guerre mondiale, la plupart des pêcheurs furent enrôlés pour être envoyés au front (à Moscou, en Ukraine, en Biélorussie et en Carélie). Dès 1941, les bateaux furent réquisitionnés, avec seulement 19 bateaux laissés à l'usine en 1941. Seuls 22 000 quintaux de poissons furent pêchés cette année-là. Pendant la guerre, les employés étaient essentiellement des femmes et des adolescents.
Le 16 juin 1940, Zaroubino obtient le statut de commune urbaine.
En 1947, Zaroubino a commencé à pêcher le maquereau, augmentant fortement les bénéfices et permettant de renouveler la flotte, avec des navires à coque métallique. Mais dans les années 1950, les stocks de poissons se sont épuisés, poussant l'usine de Zaroubino à ouvrir de nouvelles bases : à Severo-Kourilsk en 1958 et près de Magadan (île du Malentendu) en 1964. À Zaroubino, une usine de graisse et de farine a été ouverte, et le premier immeuble résidentiel est apparu.
En 1958, l'usine de la commune urbaine de Possiet a été liquidée et ses activités transférées à celle de Zaroubino. En 1983, l'usine de Zaroubino (nommée Issaïenko par ailleurs) a été transformée en société par actions ouverte, sous le nom de « Base de la flotte d'Extrême-Orient pour la production et la transformation des fruits de mer ». Ce fut la première entreprise de pêche convertie au modèle capitaliste. L'entreprise a connu une explosion de son activité, en particulier avec la pêche au calamar. En 1989, elle a exporté des marchandises pour une valeur de 5 millions de roubles.

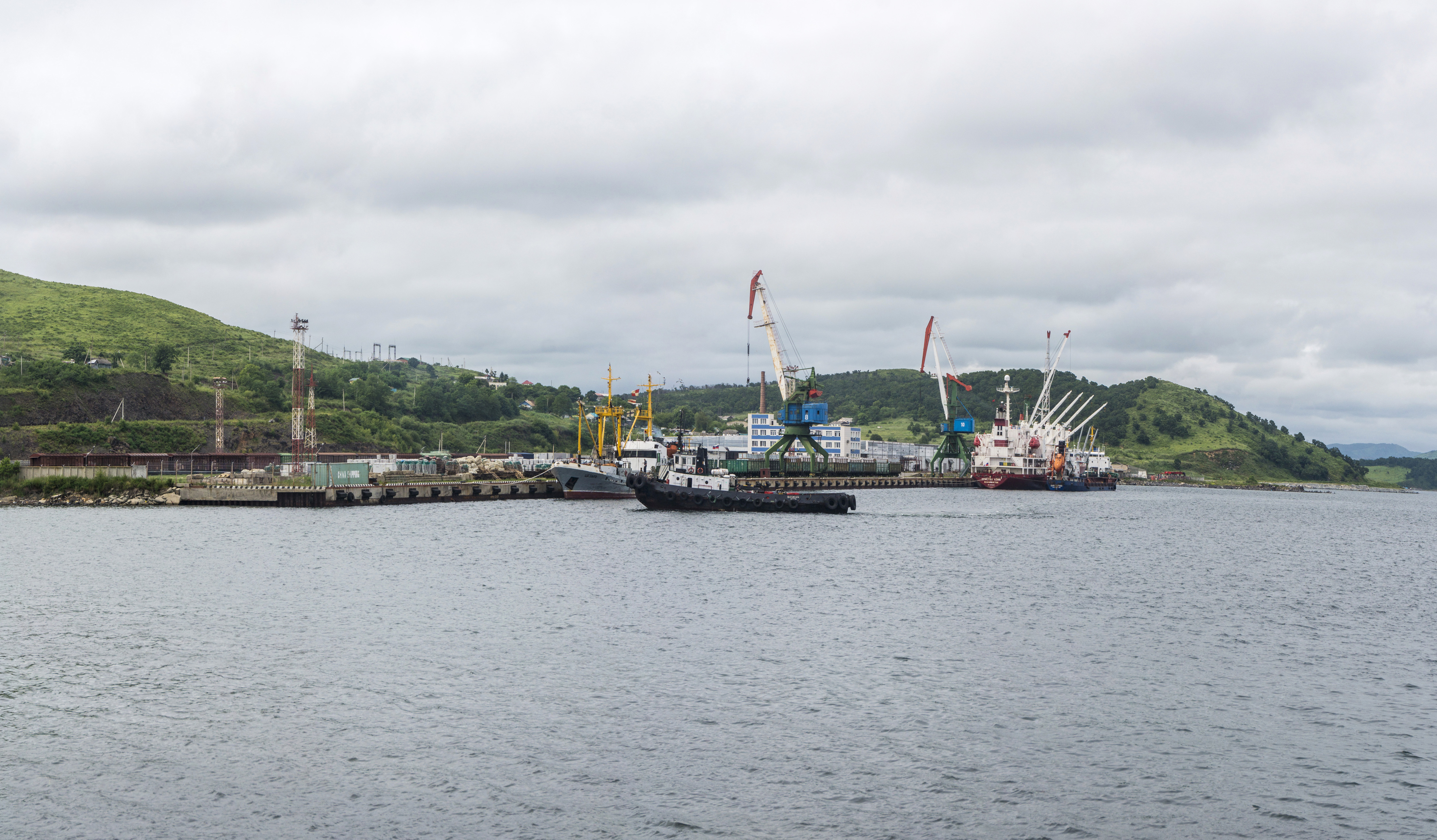
Port de Zaroubino, ici en 2018.

Parallèlement, la construction d'un port de pêche militaire est entreprise en 1972. Par décret du comité exécutif du Primorié, le 1er juin 1973, la Direction du port de pêche maritime de la Trinité a été créée. Deux dortoirs furent construits, puis les travaux du port se poursuivirent avec une nouvelle route, un entrepôt ferroviaire et des travaux de dragage dans la baie de la Trinité, entre autres. En 1981, le port a été officiellement ouvert. Il changera plusieurs fois de nom par la suite : le 3 mars 1992, par décret de l'administration du raïon de Khassan, il a été renommé « Port maritime commercial de Khassan ». La même année, un poste de douane a été ouvert, et le port obtint le statut de port international. Le 23 août 1996, il devint une société par action ouverte.
Pendant les années 1980, après la construction de ce port, il était prévu de développer une future ville pour 70 000 habitants, avec des immeubles de cinq à dix-huit étages. Mais avec la perestroïka et la crise économique que connut le pays, Zaroubino n'a pas connu de mise en œuvre de ce projet.

### XXIesiècle
Le 5 juin 2003, le port maritime commercial de Khassan a été rebaptisé en OJSC « Sea Port in Trinity Bay ». La même année, le port a obtenu -- pour la première fois -- des résultats positifs, avec un chiffre d'affaires du fret et des bénéfices qui ont augmenté. Mais la base de la flotte d'Extrême-Orient n'a pas connu la même chance, incapable de se relever dans la Russie capitaliste, l'entreprise a fait faillite et a été liquidée par le tribunal. Une partie importante de ses biens a été acquise par la SARL  « Zarubinsk Fleet Base ».

## Population et société

### Démographie
L'évolution du nombre d'habitants de Zaroubino est connue à travers les recensements et estimations de la population effectués dans la localité depuis 1939. Le premier recensement est celui, soviétique, de 1939. Au total, Zaoubino a connu huit recensements entre 1939 et 2021, pour le dernier.
La commune a subi une perte de population entre 1939 et 1970, passant de 3 006 à 2 605 habitants . Mais ensuite, elle a connu une augmentation rapide et forte, atteignant 5 306 habitants en 1989, ce qui constitue le plus haut pic démographique de son histoire. Depuis cette date, la population ne cesse de baisser, avec seulement 2 515 habitants en 2023, selon les estimations.
Recensements (*) et estimations de la population,:
| 1939* | 1959* | 1970* | 1979* | 1989* | 2002* |
| ----- | ----- | ----- | ----- | ----- | ----- |
| 3 006 | 2 728 | 2 605 | 3 092 | 5 306 | 3 522 |

| 2010* | 2012  | 2013  | 2014  | 2015  | 2016  |
| ----- | ----- | ----- | ----- | ----- | ----- |
| 3 101 | 3 046 | 2 998 | 2 963 | 2 918 | 2 912 |

| 2017  | 2018  | 2019  | 2020  | 2021* | 2023  |
| ----- | ----- | ----- | ----- | ----- | ----- |
| 2 877 | 2 875 | 2 847 | 2 829 | 2 499 | 2 515 |

### Services
Zaroubino possède un commissariat de police, une poste, des dispensaires et des pharmacies ainsi qu'  une succursale de la compagnie d'assurances Rosgosstrakh et de la banque Sberbank. Elle a également deux jardins d'enfants, deux écoles (dont une secondaire, pour 920 élèves), un vétérinaire, une maison de la culture,  une bibliothèque (depuis 1982) et un mémorial de la Seconde Guerre mondiale.

## Économie

### Pêche et port
De nos jours, deux entreprises font vivre la commune de Zaroubino. Tout d'abord, il y a l'OJSC, le port commercial de la ville, qui a le statut de port international, avec des douanes ; il a environ 300 employés, reçoit et exporte des marchandises vers la Chine, le Japon et d'autres pays de l'Asie-Pacifique. Les principaux biens transportés sont des conteneurs, du bois et des voitures, entre autres. Enfin, il y avait une ligne de cargo-passagers entre le port et Sokcho (en Corée du Sud), mais elle a subi des interruptions en 2014 et à nouveau en 2020. En mai 2023, le gouverneur du Primorié Oleg Kojemiako a proposé la restauration de la liaison. En 2020, le terminal passager a été victime d'un incendie, ce qui rendit impossible cette liaison. La Sea Port in Trinity Bay refusa cependant de rénover l'édifice.
En 2023, le port accueille des navires toute l'année et est libre de glace. Il accepte des bateaux allant jusqu'à 172 m de long par 26 m de large au maximum et avec un tirant d'eau pouvant aller jusqu'à 8 m. Il bénéfice non seulement d'une position proche de la Chine (province de Jilin) avec le poste de douane automobile de Kraskino et le poste de douane ferroviaire de Makhalino, mais également de la Corée du Nord à Khassan. Il gère 1,2 million de tonnes chaque année sur une superficie de 22 hectares et possède quatre postes d'amarrage d'une longueur cumulée de 650 mètres. Il offre également des installations de congélation pour les produits de la pêche, des zones de stockage de bois, ainsi que des transbordements bateaux/trains avec une capacité de réception/expédition pouvant aller jusqu'à 60 wagons par jour,.
La «Zarubinsk Fleet Base», héritière de l'entreprise soviétique, est, elle, engagée dans la pêche des eaux du golfe de Pierre-le-Grand. Elle a quatre petits senneurs et pêche une douzaine d'espèces de poissons et de fruits de mer, dont, principalement, la goberge, la plie, le hareng, la morue et le concombre de mer. Le port a son propre atelier de conservation, de réparation navale, une ferme porcine et employait 357 personnes en 2007. Cette année-là, l'entreprise avait pêché 754 tonnes de poisson et 24,9 tonnes de fruits de mer (dont des pétoncles géants cultivés). Elle devint ainsi la plus grande entreprise du raïon de Khassan dans le secteur de la pêche.
Il y avait, toujours en 2007, une quarantaine d'entreprises opérant à Zaroubino, principalement dans le secteur commercial. Parmi elles, il y avait la LLC "Nereida", qui avait cultivée 455,2 tonnes de pétoncles géants, sans compter les autres fruits de mer. Cette même année, elle avait des plantations et fermes d'une superficie de 5 400 hectares.

### Tourisme et environnement
Le tourisme à Zaroubino n'est pas aussi développé que dans le village voisin d'Andreïevka. Mais Zaroubino reste une destination touristique, avec des prix plutôt bas. La commune attire chaque année de plus en plus de touristes. Elle possède des centres de loisirs et des hôtels (dont certains à côté de la plage), des locations de maisons individuelles, ainsi que des cafés, des restaurants, des magasins et autres.
La commune urbaine se situe dans l'aire de la réserve naturelle marine de l'Extrême-Orient, tout comme les villages voisins d'Andreïevka et Rissovaïa Pad, entre autres. Depuis 2023, le gouvernement du kraï souhaite transformer le raïon de Khassan -- Zaroubino incluse -- en un grand centre touristique balnéaire, à la hauteur de la mer Noire. Comme toute la côte sud du Primorié, Zaroubino et ses environs ont une nature riche, avec de nombreuses espèces animales et végétales, dont des reliques, rares, inscrites sur le Livre rouge,. Il y a par ailleurs des requins blancs et bleus dans leurs eaux.

Les principales attractions de la ville sont le lac aux lotus (qui attire les touristes, venus admirer les lotus), la plage « Black sands » composée de sables noirs volcaniques (qui est une plage payante) et la plage de la baie des Aléoutes à l'est de la ville. Zaroubino possède d'autres plages, chacune offrant à la fois toilettes et douches ; il est autorisé d'y faire du camping, mais cela peut entraîner des frais.

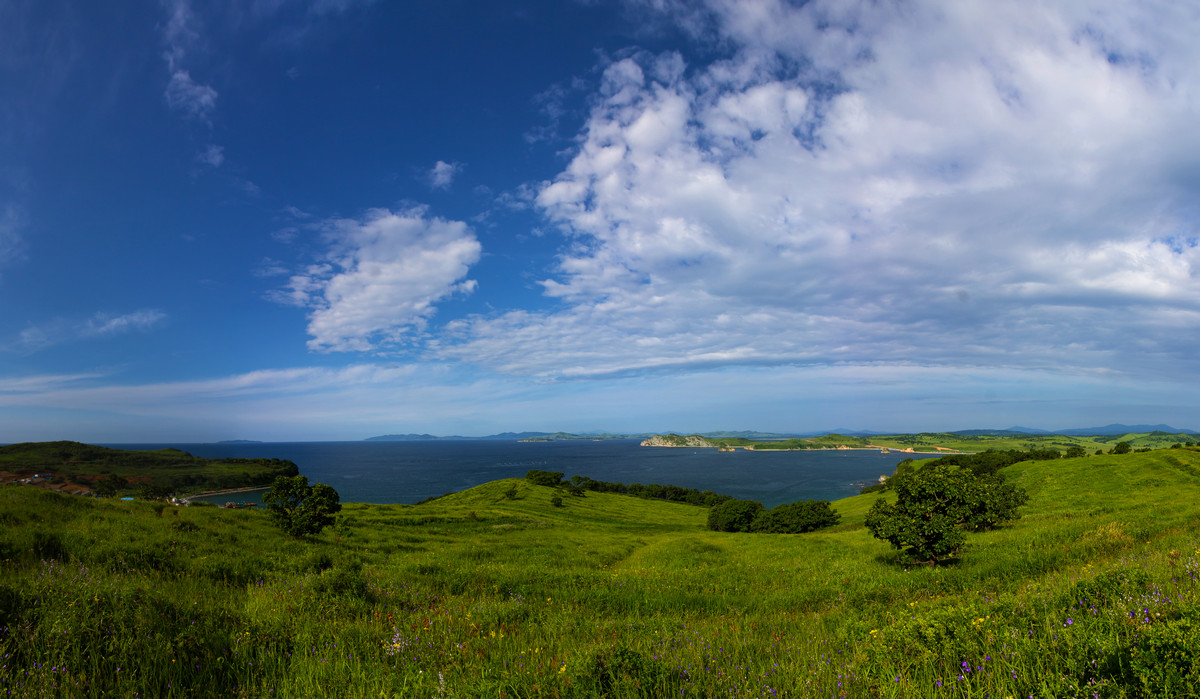
Baie des Aléoutes à l'est de la ville.
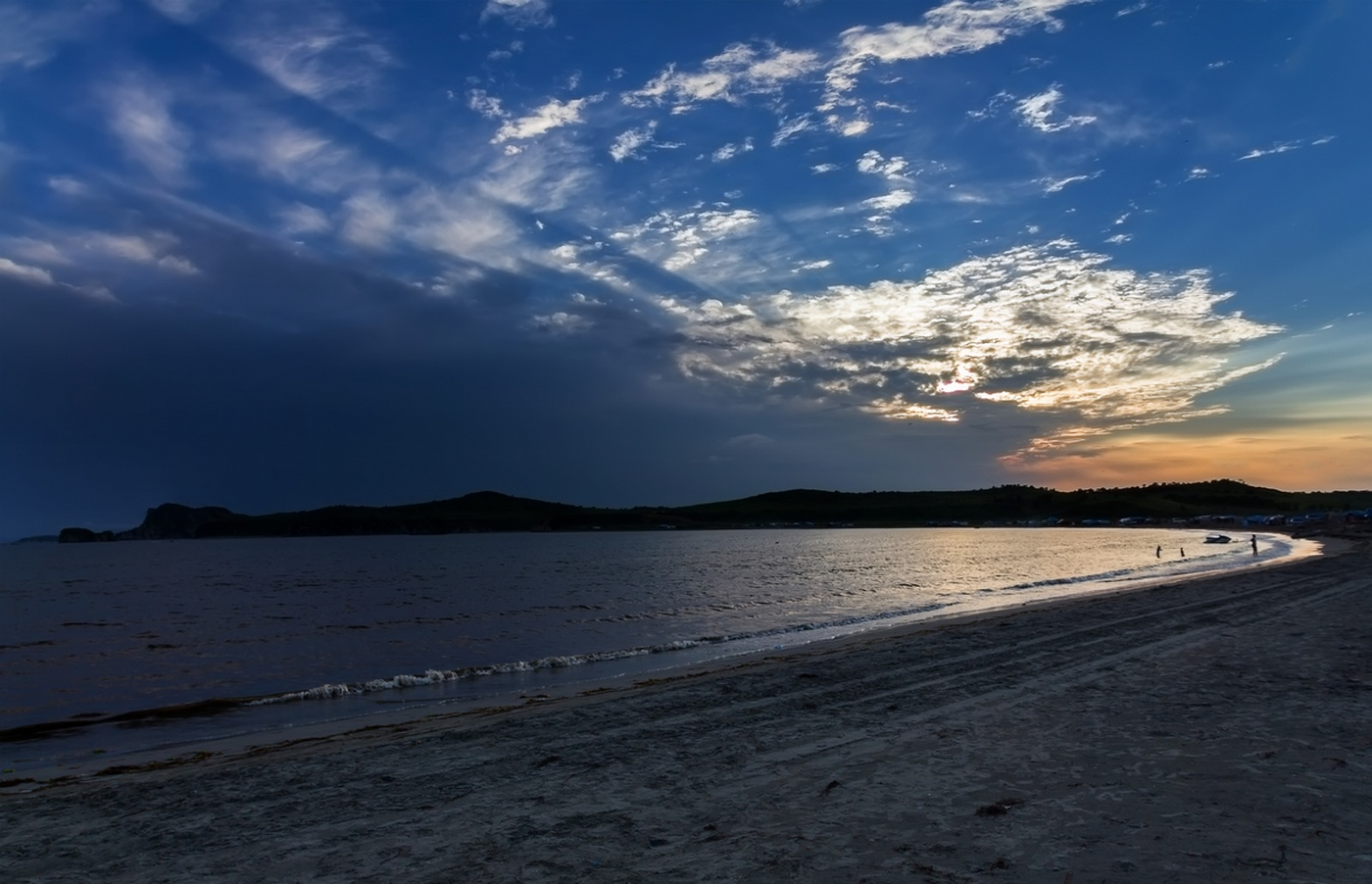
Plage de la baie des Aléoutes.
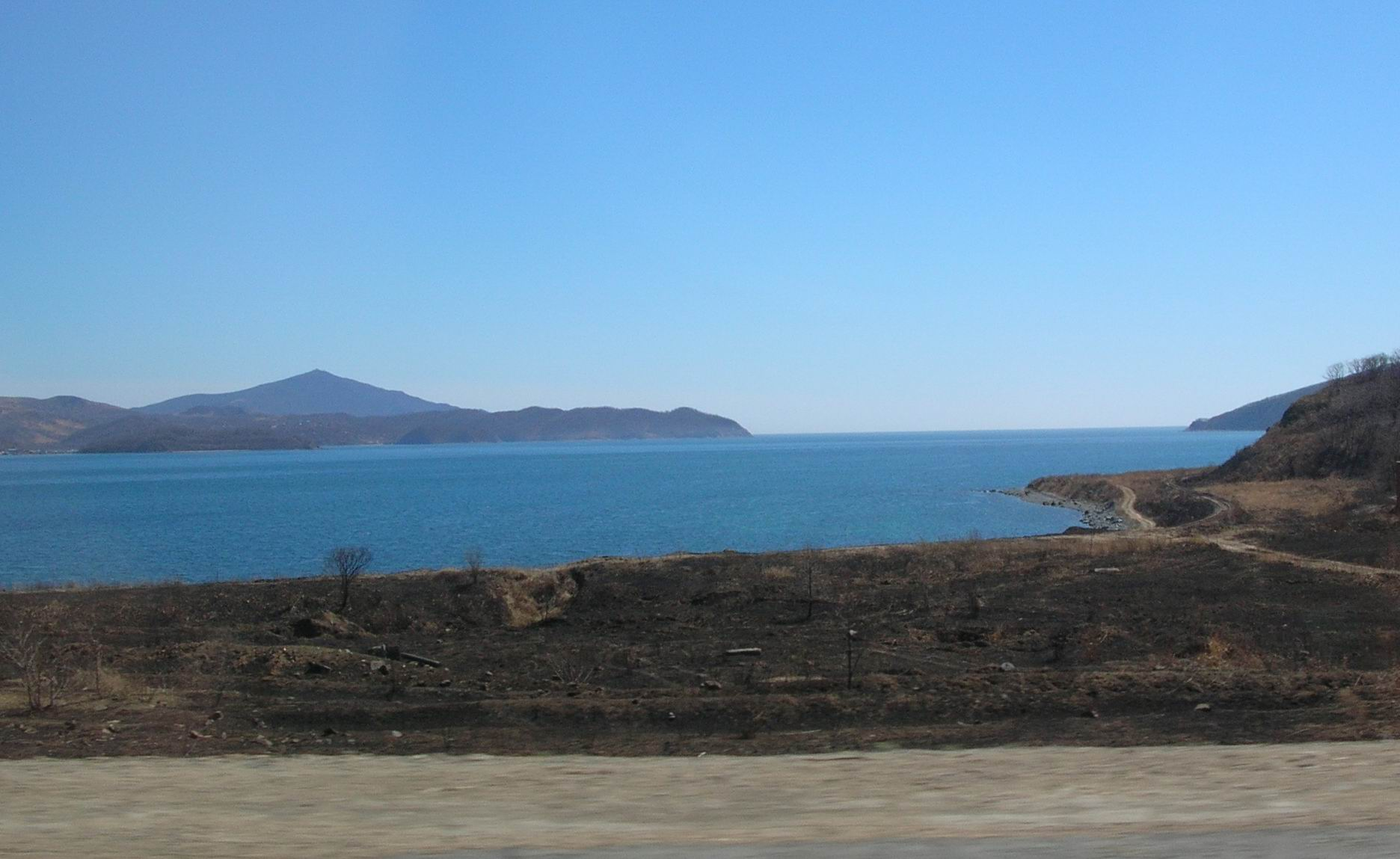
Baie de la Trinité près de Zaroubino.

### Transports
La commune urbaine est reliée au réseau routier par la route régionale 05K-373, longue de 11,6 km, qui va jusqu'à la route régionale 05A-214, laquelle relie Khassan à la route fédérale A370 à Razdolnoïe. Cette dernière, l'A370, mène soit à Vladivostok, soit à Khabarovsk. Sinon, la 05K-373 a un embranchement vers le village voisin d'Andreïevka.
Zaroubino possède une gare routière. On y trouve des bus (et des minibus) qui assurent le transport dans la commune. Depuis la gare routière, ces bus rejoignent régulièrement Vladivstok, Slavianka, Vitiaz, Troudovoïe, Soukhanovka et Barabach, entre autres. La gare de passagers la plus proche est celle de Soukhanovka, à une dizaine de kilomètres au nord du village, sur la ligne Khassan-Oussouriïsk.